# Henry Sobel
Henry Sobel (ur. 9 stycznia 1944 w Lizbonie, zm. 22 listopada 2019 w Miami) – brazylijski rabin, prezydent Congregação Israelita Paulista (CIP) w São Paulo, największej żydowskiej kongregacji w Ameryce Łacińskiej.
Rabin Sobel urodził się w 1944 roku w Lizbonie w rodzinie żydowskiej. Jego rodzice uciekli z okupowanej przez nazistów Europy do Portugalii, matka pochodziła z Belgii, ojciec z Polski. Kiedy był małym dzieckiem, jego rodzina wyemigrowała do Nowego Jorku, gdzie dorastał i przyjął w 1970 roku ordynację rabinacką. W tym samym roku otrzymał propozycję objęcia stanowiska prezydenta Congregação Israelita Paulista, którą przyjął i przeniósł się do São Paulo. Rabbi Sobel był żonaty, miał jedną córkę, Alishę, urodzoną w 1982 roku. W 2002 został Kawalerem Orderu Zasługi Kulturalnej.